# اشنرسهایم
اشنرسهایم (به فرانسوی: Schnersheim) یک کمون در فرانسه با جمعیت ۱٬۲۰۶ نفر است که در Canton of Truchtersheim واقع شده‌است.